# Рей Куни
Реймънд Джордж Алфред Куни (на английски: Raymond George Alfred Cooney) е английски писател, драматург, сценарист и актьор. Седемнадесет от неговите пиеси са поставени в театър Уестенд в Лондон. Някои са поставяни и в България. Наричан е кралят на комедията.
През 2005 г. е отличен със званието офицер на Ордена на Британската империя.
През 1962 г. сключва брак с Линда Диксън. Има двама сина.

## Творчество
- Who Were You With Last Night? (1962)
- Charlie Girl (1965)
- One For The Pot (1966)
- Stand By Your Bedouin (1966)
- My Giddy Aunt (1967)
- Move Over Mrs. Markham (1969)
- Why Not Stay For Breakfast? (1970)
- Come Back To My Place (1973)
- Not Now, Darling (1973)
- There Goes The Bride (1974)
- Two into One (1981)
- Run For Your Wife (1983)
- Wife Begins at Forty (1985)
- It Runs in the Family (1987)
- Out of Order (1991)
- Funny Money (1994)
- Caught in the Net  (2001)
- Tom, Dick And Harry  (2003)
- Time's Up  (2005)